# Strážce koruny (Čechy)

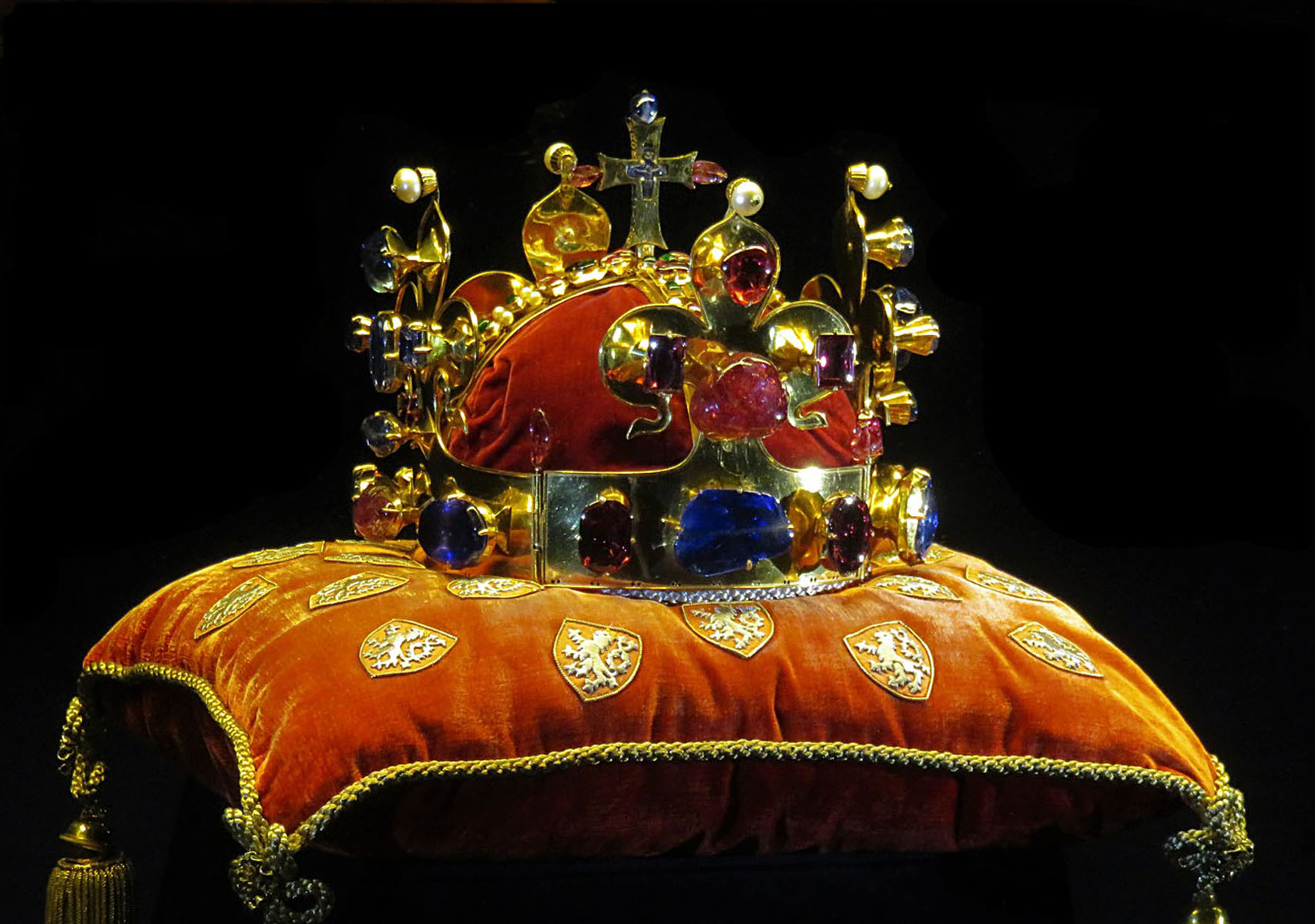
Svatováclavská koruna

Strážce koruny byl zemský úřad Českého království, který měl dohlížet na české korunovační klenoty, především měl strážit a ochraňovat svatováclavskou korunu. Byl zřízen císařem Leopoldem II. v roce 1791, když byly korunovační klenoty převezeny z Vídně zpět do Prahy. Úředníci byli dva, jeden za panský stav, druhý za rytířský. Strážcům byly svěřeny klíče od Korunní komory v katedrále sv. Víta, kde byly korunovační klenoty přechovávány.  V komnatě byl uložen i korunní archiv.
Úřad se vykonával fakticky jen během korunovací. V průvodu nesl strážce koruny součásti korunovačního oděvu – strážce z panského stavu královskou štolu a opasek, zatímco strážce z rytířského stavu královský plášť (korunovace 1836). Před samotným obřadem byly korunovační klenoty vystaveny ve Svatováclavské kapli a na čestné stráži u nich stáli kromě obou strážců koruny také nejvyšší dědičný dveřník a několik dvorních gardistů, které jmenoval nejvyšší purkrabí.
Pokud nepočítáme korunovace královských manželek, korunovace na českého krále proběhly po zřízení úřadu pouze tři, neboť František Josef I. ani Karel I. se korunovat nenechali. 
Obdobný úřad, často však se širšími kompetencemi a většími povinnostmi, existoval i v jiných zemích, např. Strážce uherské koruny.

## Držitelé

### Za panský stav
- 1791–?
- ?–? Jan Václav Margelík, úřad zastával v době korunovace Františka II. v roce 1792[5]
- ?–? hrabě z Dietrichsteinu, úřad zastával v době korunovace Ferdinanda V. Dobrotivého v roce 1836[1]
- ?–? Jan Leopold Sporck[6] (1758 – 10. 12. 1841 Praha)

### Za rytířský stav
- 1791–?
- ?–? Jan Hanisch z Greiffenthalu (6. 2. 1771 Praha – 14. 3. 1835 Praha), úřad zastával v době korunovace Františka II. v roce 1792[5]
- ?–? Václav Bohuš rytíř z Otěšic (15. 2. 1802 Koleč – 5. 3. 1885 Praha), úřad zastával v době korunovace Ferdinanda V. Dobrotivého v roce 1836[1]